# جرمی استرانگ
جرمی استرانگ (انگلیسی: Jeremy Strong؛ زادهٔ ۲۵ دسامبر ۱۹۷۸) بازیگر آمریکایی است. او با ایفای نقش در مجموعه تلویزیونی وراثت به شهرت رسید و همچنین موفق به دریافت جوایز امی و گلدن گلوب برای بهترین بازیگر نقش اول مرد شد. مجلهٔ تایم در سال ۲۰۲۲ از او به عنوان یکی از ۱۰۰ شخص تأثیرگذار در جهان یاد کرده‌است.
از دیگر آثار معروف او می‌توان به فیلم‌های اتفاق (۲۰۰۸)، لینکلن (۲۰۱۲)، سی دقیقه پس از نیمه‌شب (۲۰۱۲)، دویدن دختر را ببینید(۲۰۱۲)، سلما (۲۰۱۴)، رکود بزرگ (۲۰۱۵)، بازی مالی (۲۰۱۷)، آقایان (۲۰۱۹)، دادگاه شیکاگو هفت (۲۰۲۰)، زمان آرماگدون (۲۰۲۲) و مایسترو (۲۰۲۳) اشاره کرد.